# Медведев, Иван Матвеевич
Иван Матвеевич Медведев (1921—1981) — старший сержант, участник Великой Отечественной войны, Герой Советского Союза (1943), лишён всех званий и наград в связи с осуждением.

## Биография
Иван Медведев родился 29 августа 1921 года в селе Чигириновка (ныне — Щербактинский район Павлодарской области Казахстана). В возрасте восьми лет остался сиротой, воспитывался в семье у своего дяди в селе Часцы Звенигородского района Московской области. Окончив школу, работал столяром в артели «Возрождение», затем секретарём сельсовета, артельным кассиром, агентом по снабжению Мосторга.
В 1940 году Медведев был призван на службу в Рабоче-крестьянскую Красную Армию Звенигородским районным военным комиссариатом. В армии он окончил полковую артиллерийскую школу по отделению радистов взвода управления, и был назначен командиром отделения радистов.
С 28 апреля 1943 года — на фронтах Великой Отечественной войны, участвовал в боях с немецкими войсками на Центральном и Белорусском фронтах, корректировал огонь артиллерийских батарей с помощью радиосвязи. В одном из боёв лично уничтожил немецкий танк, взорвав его противотанковой гранатой. В результате корректировки, проведённой Медведевым, артиллерийским огнём его подразделения были уничтожены несколько десятков танков противника, 9 артиллерийских батарей и до 5 полков пехоты. 19 июля 1943 года Медведев был награждён медалью «За боевые заслуги». Также Медведев участвовал в Курской битве, освобождении Сумской и Черниговской областей. Особо отличился во время битвы за Днепр.
18 ноября 1943 года Медведев в составе передовой группы советских войск переправился через Днепр в районе деревни Романовка Гомельской области. Лодка была повреждена вражеским огнём и пошла ко дну, погибли три солдата и командир группы. Медведев принял на себя обязанности командира. Захватив плацдарм, он организовал отражение вражеских контратак, продолжая корректировать огонь артиллерии с левого берега Днепра. 19 ноября во время отражения очередной контратаки получил ранение, но не покинул поля боя, уничтожив немецкого солдата и офицера, после чего в бессознательном состоянии был доставлен в санчасть.
24 декабря 1943 года Указом Президиума Верховного Совета СССР за «образцовое выполнение заданий командования и проявленные мужество и героизм в боях с немецко-фашистскими захватчиками» старший сержант Иван Медведев был удостоен высокого звания Героя Советского Союза с вручением ордена Ленина и медали «Золотая Звезда» за номером 2999.
Выздоровевший Медведев был направлен на учёбу в училище связи в Муроме, однако после окончания войны был уволен в запас. Первоначально жил и работал в Москве. Работал в сфере торговли, был повышен до должности заведующего отделом Петровского пассажа. В марте 1952 года арестован по обвинению в растрате денежных средств.
23 апреля 1952 года народным судом Свердловского района г. Москвы осуждён по ст.4 Указа Президиума Верховного Совета СССР от 4 июня 1947 года «Об уголовной ответственности за хищение государственного и общественного имущества» на 15 лет лишения свободы.
Наказание Медведев отбывал в лагере на строительстве Комбината № 815, будущего комплекса по производству плутония в закрытом городе Красноярск-26.
Досрочно освобождён 2 июля 1958 года.
1 июля 1959 года Указом Президиума Верховного Совета СССР Медведев был лишён всех званий и наград.
После освобождения жил в городе, Железногорск, где и умер в 1981 году. Похоронен на старом кладбище Железногорска.